# تمويل مسيحي

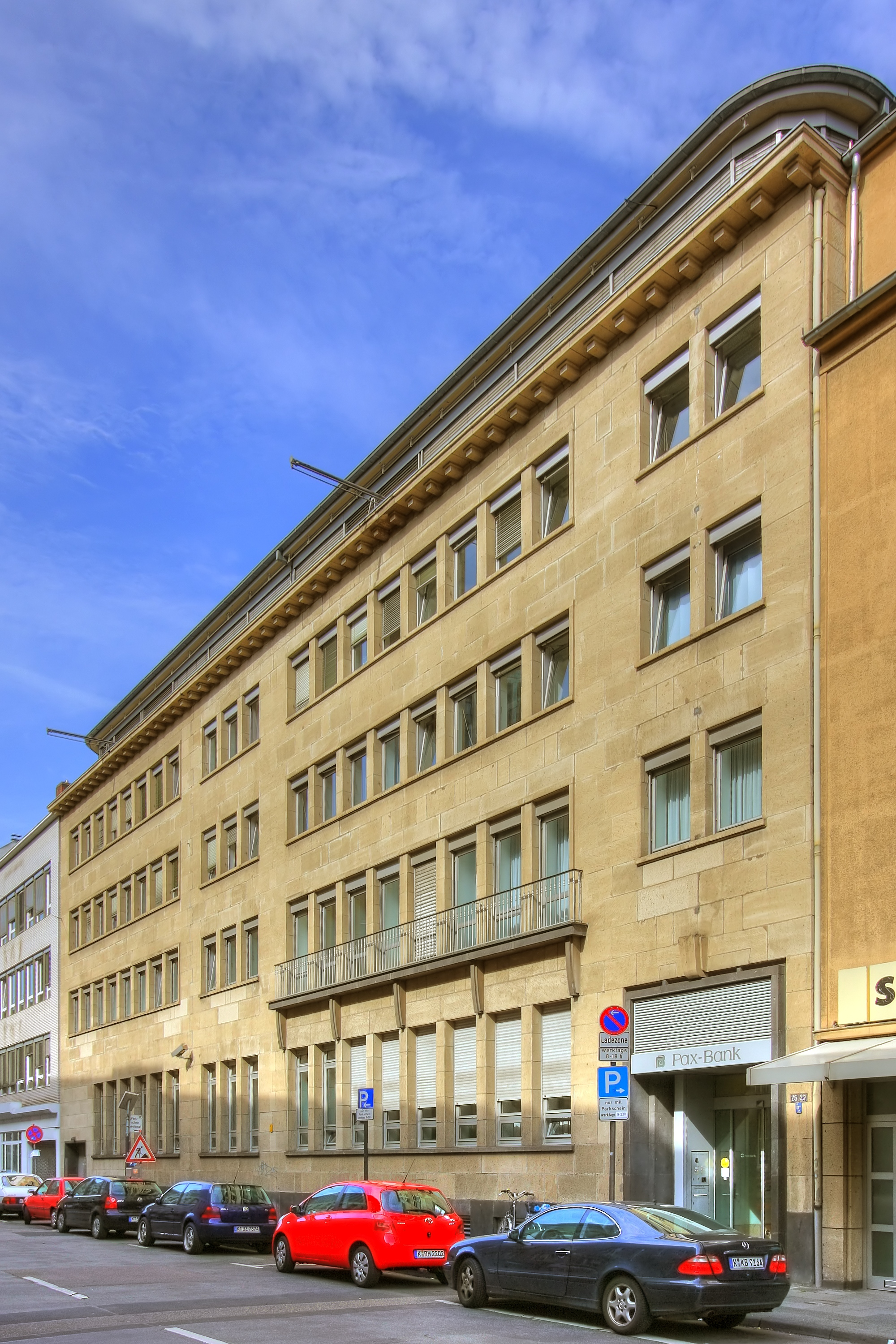
مقر مصرف باكس بنك في كولونيا: من أبرز مصارف التمويل المسيحي التابع للكنيسة الكاثوليكية.

التمويل المسيحي ينتمي إلى فئة من التمويل الأخلاقي الديني، مثل التمويل الإسلامي. يتميز التمويل المسيحي بوجود ثلاثة أبعاد: البعد الشخصي (الفاعلين)، والبعد التشغيلي (العمليات)، والبعد العقائدي (المبادئ).
على الرغم من عدم استخدامه على نطاق واسع، يشير مفهوم «التمويل المسيحي» إلى النشاط المصرفي والمالي الذي جاء إلى حيز الوجود قبل عدة قرون. إذ كانت أنشطة فرسان الهيكل (القرن الثاني عشر)، وجبل التقوى (ظهرت في 1462) أو الدائرة العادية لأملاك الكرسي الرسولي، تقوم بعدد من العمليات ذات الطابع المصرفي (قرض المال، الضمان وغيرها) أو تثبيت الطابع المالي (إصدار الأوراق المالية والاستثمارات)، على الرغم من تحريم الربا في الكنيسة.
في العصر الحديث يستمر التمويل الإكليرسي الكاثوليكي من خلال بنك الفاتيكان (IOR)، أو من خلال التمويل الكاثوليكي العلماني الموجود أيضًا في كل من ألمانيا (مثل باكس بنك وبنك ليغا) أو الولايات المتحدة الأمريكية (على سبيل المثال الاتحاد الائتماني الفيدرالي للعائلة الكاثوليكية واتحاد الائتمان هولي روزاري). العديد من الفعاليات المسيحية البروتستانتية الأخرى موجودة (على سبيل المثال اتحاد الائتمان الجماعة المسيحية، وبنك كينغدوم).